# Tratado letón-soviético de asistencia mutua
El tratado de letón-soviético de asistencia mutua fue un tratado bilateral firmado en Moscú el 5 de octubre de 1939. El tratado obligaba a ambas partes a respetar la soberanía y la independencia de los demás, mientras que en la práctica, permitía al gobierno soviético establecer bases militares en Letonia, lo que facilitó la invasión soviética de ese país en junio de 1940.
Fue firmado por el ministro letón de Asuntos Exteriores Vilhelms Munters y el Comisario soviético de Asuntos Exteriores Viacheslav Mólotov. Las ratificaciones se intercambiaron en Riga el 11 de octubre de 1939, y el tratado entró en vigor el mismo día. Se registró en la Serie de Tratados de la Sociedad de Naciones el 6 de noviembre de 1939.

## Antecedentes
El 23 de agosto de 1939, la Unión Soviética afirmó su control sobre los Estados bálticos con el Pacto Ribbentrop-Mólotov. Los soviéticos invadieron Polonia el 17 de septiembre y concluyeron sus operaciones el 6 de octubre. Después de ocupar el este de Polonia, los soviéticos presionaron a Finlandia y a los países bálticos para que celebraran tratados de asistencia mutua. Los soviéticos cuestionaron la neutralidad de Estonia tras la fuga de un submarino polaco el 18 de septiembre. Una semana después, el 24 de septiembre, el ministro de Asuntos Exteriores de Estonia Karl Selter, recibió un ultimátum de Moscú. Después de cuatro días de negociaciones, los estonios no tuvieron más remedio que aceptar bases navales, aéreas y militares. El número de tropas soviéticas en Estonia fue de 25.000. El 28 de septiembre se firmó el tratado de asistencia mutua. 
Como resultado, pronto otros dos estados bálticos cedieron a la presión soviética.

## Artículos del tratado
- El artículo 1 preveía la cooperación militar entre las partes en caso de un ataque de un tercero.
- El artículo 2 obligaba al gobierno soviético a ayudar al gobierno letón en la provisión de armamentos.
- El artículo 3 permitía al gobierno soviético establecer bases militares y navales en territorio letón.
- El artículo 4 obligaba a los gobiernos soviético y letón a no hacer alianzas militares contra la otra parte.
- El artículo 5 estipulaba que los sistemas políticos y económicos y la soberanía de ambas partes no serían afectados por el tratado. Establecía claramente que las zonas en las que se establecerían bases soviéticas seguirían formando parte de Letonia.
- El artículo 6 trataba de la ratificación y estipulaba que el tratado permanecería en vigor durante diez años, con la opción de prorrogarlo por otros diez años.

## Consecuencias
Finlandia fue invitada a iniciar negociaciones similares el 5 de octubre pero, a diferencia de los países bálticos, las negociaciones finés-soviéticas duraron semanas sin resultado. Los soviéticos invadieron Finlandia el 30 de noviembre. En el verano de 1940, los soviéticos ocuparon y anexionaron Letonia y otros dos estados bálticos.

### Citas
1. ↑  League of Nations Treaty Series, vol. 198, pp. 382-387.
2. ↑  Hiden & Salmon (1994). p. 110.
3. ↑  Hiden & Salmon (1994). p. 111.